# Matteo (dessinateur)
Pour les articles homonymes, voir Alemanno et Matteo.
Matteo, de son nom complet Matteo Alemanno, né le 16 août 1967 à Lecce, est un dessinateur de bande dessinée italien.

## Œuvres

### Albums
- Les Gardiens des Enfers, scénario d'Alcante, dessins de Matteo, Glénat, 2010  (ISBN 978-2-7234-7583-9)
- Mèche rebelle, scénario de Zidrou, dessins de Matteo, Dupuis, collection Repérages
  1. Kim, 2003  (ISBN 2-8001-3407-0)
  2. Alicia, 2004  (ISBN 2-8001-3408-9)
- proTECTO, scénario de Zidrou, dessins de Matteo, Dupuis, collection Empreinte(s)
  1.  La Genèse, 2006  (ISBN 2-8001-3831-9) (Reprise des deux tomes de Mèche rebelle)
  2. La Fabrique des mères éplorées, 2006  (ISBN 2-8001-3832-7)
  3. Madame, 2007  (ISBN 978-2-8001-3833-6)
- Vampyres - Sable noir, 
  1.  Tome 2, scénario de Philippe Thirault, Jean-Paul Krassinsky, Marc Védrines et Alcante, dessins de Guillem March, Michel Durand et Matteo, Dupuis, 2009  (ISBN 978-2-80014-099-5)

### Récompense
- 2012 : Prix Micheluzzi du meilleur dessinateur pour Protecto